# Bomb Jack
Bomb Jack (ボンジャック?, Bon Jakku) è un videogioco a piattaforme prodotto dalla Tehkan (diventata poi Tecmo) nel 1984. Il protagonista è l'eroe mascherato e cartonesco Jack, capace limitatamente di volare, che deve raccogliere numerose bombe. È stato originalmente prodotto come arcade, e in seguito pubblicato per gli home computer Amiga, Amstrad CPC, Atari ST, Commodore 16, Commodore 64 e ZX Spectrum dalla Elite Systems. Uscì anche per console SG-1000 e Game Boy, computer NEC PC-8801 e Windows 95, varie piattaforme per cellulari, e più recentemente per sistemi più moderni tramite emulazioni e raccolte, come Tecmo Hit Parade per PlayStation 2 e Tecmo Classic Arcade per Xbox.
Conversioni non ufficiali esistono anche per Atari XL/XE, MSX, MSX2 e ColecoVision.
Bomb Jack è ricordato come un classico e uno degli arcade più significativi dei suoi tempi. Nonostante la sua semplicità, ha un aspetto che si faceva notare, ed è ancora celebre e facilmente riconoscibile, specialmente il primo livello a tema egizio che è divenuto un'immagine classica della storia dei videogiochi.

## Modalità di gioco
Per completare ciascun livello Jack deve raccogliere 24 bombe variamente disposte sullo schermo fisso. Ci sono alcune piattaforme sospese in varie posizioni e le bombe possono trovarsi appoggiate su di esse oppure sospese in aria. I fondali dei livelli rappresentano nell'ordine la Sfinge, il Partenone, il Castello di Neuschwanstein, una metropoli da vicino e una metropoli di notte da lontano; questi cinque sfondi decorativi si ripetono ciclicamente, ma le conformazioni dei livelli continuano a variare. Nell'arcade i livelli con struttura diversa sono 18, poi si ripetono.
Il controllo di Jack è particolare. Quando tocca terra o le piattaforme può camminare a destra e sinistra e saltare, ad altezza limitata oppure volando anche fino in cima allo schermo. Quando smette di salire, Jack inizia a cadere; la caduta può essere velocizzata andando in giù oppure rallentata premendo di nuovo il pulsante di salto (l'unico pulsante). Premendolo ripetutamente come in Joust è possibile anche fluttuare rimanendo alla stessa altezza. In ogni fase del volo si possono controllare anche i movimenti laterali.
Per non perdere una vita si deve evitare il contatto con diversi tipi di nemici dall'aspetto metallico, che variano di genere, numero e velocità a seconda del livello. Gli uccelli meccanici volano e tendono a inseguire Jack. Altri tipi includono robot, sfere rimbalzanti e astronavine, e camminano o fluttuano con varie modalità di movimento. I nemici di ogni livello compaiono dal nulla e diventano più numerosi col passare del tempo.
Le bombe si possono raccogliere in qualsiasi ordine, tuttavia se lo si fa in un certo modo si ottengono bonus. Infatti, dopo aver raccolto la prima bomba, la miccia di un'altra si accende, pur senza mai esplodere. Raccogliere la bomba accesa dà più punteggio rispetto a una spenta, e subito dopo se ne accende un'altra e così via. Se si raccolgono tutte o quasi le 23 bombe accese si riceve un grosso punteggio bonus a fine livello.
Non c'è un limite di tempo e sta al giocatore scegliere se puntare o meno alla raccolta delle bombe accese, più difficile e più redditizia.
Il gioco segue schemi fissi che il giocatore può imparare; l'ordine di accensione delle bombe in un certo livello resta costante.
Man mano che si raccolgono le bombe, compaiono monete vaganti, da raccogliere per ottenere bonus. Quelle contrassegnate da B moltiplicano tutti i successivi punteggi del livello da x2 fino a x5. Quelle con E regalano una vita e quelle con S un'intera partita (su arcade). Quelle con P trasformano, per qualche secondo, tutti i nemici in faccine immobili e innocue che si possono raccogliere per eliminarli e ricevere altro punteggio. In termini di punti, comunque, il bonus per la raccolta di tutte le bombe accese è molto più elevato.
Le conversioni per piattaforme domestiche sono piuttosto fedeli all'originale, nella maggior parte dei casi. Su Commodore 16 sono presenti solo due sfondi, e il secondo richiede oltretutto un ulteriore caricamento dal lato B della cassetta.
Su ZX Spectrum i cinque sfondi sono tutti presenti, ma le forme possibili dei livelli sono ridotte a 12.

## Colonna sonora
La colonna sonora dell'arcade originale comprende musiche che si alternano a seconda del livello; le prime due sono un adattamento della sigla finale giapponese del cartone Lo strano mondo di Minù e un adattamento in licenza della canzone dei Beatles Lady Madonna.
Le conversioni generalmente non riproducono le stesse musiche dell'arcade; alcune, come quella per Amstrad CPC, non hanno affatto un accompagnamento musicale.

## Accoglienza
Bomb Jack fu un successo in sala giochi, molto apprezzato dal pubblico pur nella sua semplicità, fino a diventare un classico.
Il gioco arcade fu recensito positivamente dalla rivista Videogiochi, che vedeva il difficile sistema di controllo come un pregio e lodava gli sfondi decorativi dei livelli.
Le versioni domestiche furono accolte in modo variabile dalla critica, ma in media discretamente bene, almeno per quanto riguarda le più note conversioni per computer della Elite Systems e per console Game Boy.
Bomb Jack per ZX Spectrum in particolare è una delle conversioni di arcade più celebrate per quella piattaforma. Fu accolto ottimamente dalla critica europea dell'epoca per la sua realizzazione e la sua giocabilità. Una critica secondaria poteva essere fatta alla visibilità degli elementi del gioco, monocromatici, che a volte non si distinguono bene sugli sfondi elaborati.
Furono piuttosto buoni anche i giudizi sulla versione Amstrad CPC e sulla più tarda versione per Game Boy.
La versione Commodore 64 fu accolta in modo più variabile, comunque con media dei voti sopra la sufficienza. Alcune riviste furono entusiaste, tra cui Zzap! (voto 86%) che nel 1989 lo riteneva ancora una delle migliori conversioni di arcade per Commodore 64.
Le versioni Amiga e Atari ST, uscite qualche anno dopo le prime conversioni, sono quasi identiche tra loro, con il sonoro un po' migliore su Amiga. Il risultato fu al di sotto delle aspettative su questi più potenti computer a 16 bit. I giudizi della critica furono generalmente mediocri. Secondo Videogame & Computer World (voto 4/10) l'edizione Amiga è perfino peggiore di quella per Commodore 64, è deludente nella grafica e nei movimenti del personaggio.
Le valutazioni della versione per il poco potente Commodore 16 furono decisamente negative. Secondo Zzap! (voto 43%) il gioco era grezzo e il caricamento da cassetta molto lento.
Nel Regno Unito, nel 1986, Bomb Jack raggiunse il primo posto nella classifica mensile di vendite multiformato per home computer, il primo posto in quella per Commodore 64 e il secondo in quella per ZX Spectrum.

## Seguiti
- Bomb Jack II (1986): non sviluppato da Tecmo, ma dall'inglese Elite Systems su licenza, solo per gli home computer a 8 bit.
- Mighty Bomb Jack (1986): arcade prodotto da Tecmo, anche convertito per varie piattaforme domestiche.
- Vs. Mighty Bomb Jack (1986): versione di Mighty Bomb Jack a due giocatori alternati per la serie Nintendo Vs.[25]
- Bombjack Twin o Bomb Jack Twin (1993): arcade prodotto da NMK, che ritorna sostanzialmente alle meccaniche di gioco del primo Bomb Jack, ma con l'aggiunta di una vera modalità multigiocatore a due in simultanea.[26] I livelli sono a gruppi in varie località del mondo, alla maniera di Pang, con un livello bonus senza nemici alla fine di ogni gruppo. Rispetto a Bomb Jack i nemici sono più impegnativi e l'estetica è ovviamente migliorata, anche se non all'altezza delle produzioni della sua epoca.[27]

Nel 2002 era prevista l'uscita della raccolta Bomb Jack World per Game Boy Advance, che avrebbe dovuto comprendere Bomb Jack, Mighty Bomb Jack e per la prima e unica volta una conversione di Bombjack Twin, ma non arrivò mai al completamento.
Bomb Jack ispirò anche numerosi cloni e imitazioni non ufficiali, come ad esempio Bombo, Super Seymour Saves the Planet e Bombscare.